# Palazzo De Scorciatis

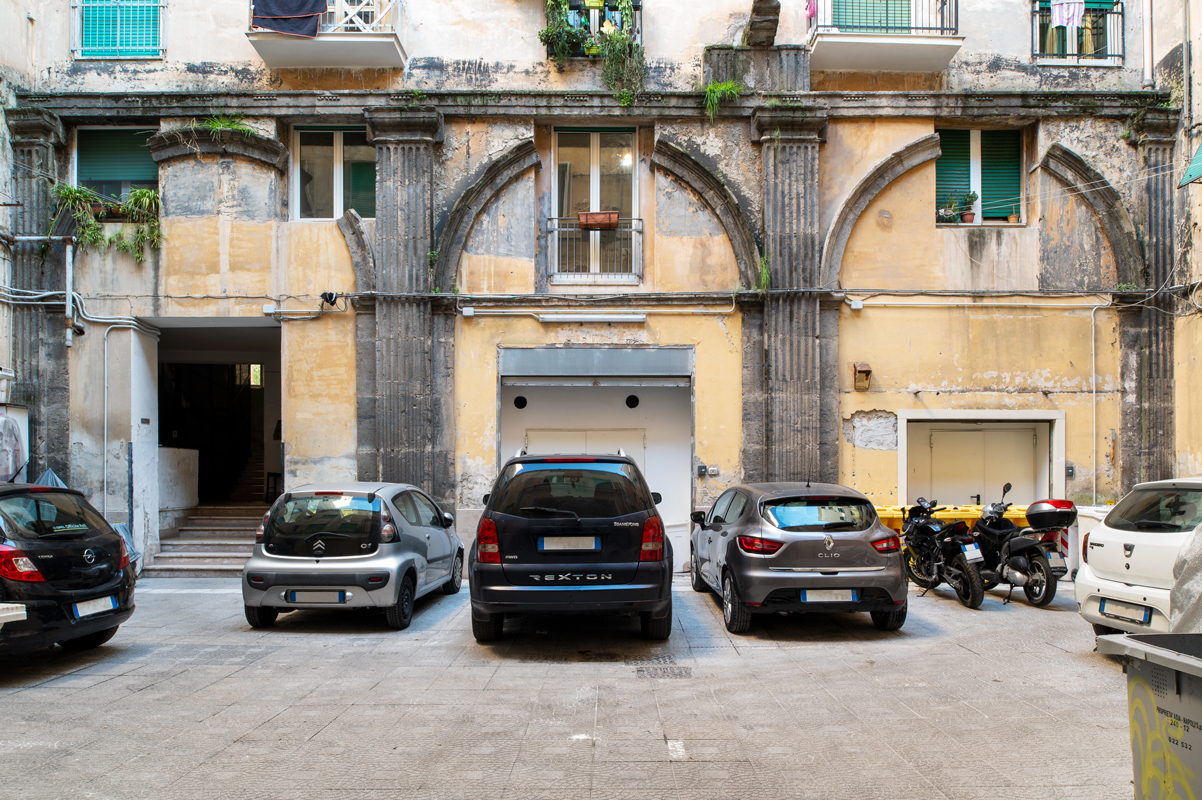
Palazzo De Scorciatis in Neapel: Innenhof

Der Palazzo De Scorciatis ist ein Palast aus dem 13. Jahrhundert im Viertel San Lorenzo in Neapel in der italienischen Region Kampanien. Er liegt im Vico Cinquesanti, 23.

## Geschichte
Der Palast wurde bereits 1270 errichtet. 1482 gelangte Julio de Scorciatis (italienisiert: Giulio Scorziata), Richter der Magna Curia, dank seiner guten Beziehungen zu König Ferdinand I. in Besitz des Anwesens; somit wurde der Palast nach den Gegebenheiten der Epoche vollkommen neu gebaut. Im Laufe der Jahre verblassten die guten Beziehungen zwischen De Scorciatis und dem König und der Richter verbündete sich mit König Ludwig XII. von Frankreich und Papst Alexander VI. in einer Verschwörung gegen den König von Neapel. De Scorciatis wurde verhaftet und eingesperrt und seine Immobilien wurden konfisziert; später wurde er aus dem Gefängnis entlassen und flüchtete sich in den Kirchenstaat.
In der Folge kauften die Miroballos das Anwesen und später die Corteses; dort war auch Giambattista Marino zu Gast; die letzte Besitzerfamilie waren die Grassos (oder Crassos), Barone von Pianura. Schließlich wurde dort zeitweise – von 1876 bis 1877 – das Istituto Silvio Pellico der Jesuitenpater untergebracht, das heute Istituto Pontano genannt wird. Ab 1579 wurde ein Flügel des Gebäudes für ein Mädchenkonservatorium mit angeschlossener Kirche genutzt, der Sacro Tempio della Scorciata.
Im Zweiten Weltkrieg wurde der Palast ernsthaft beschädigt und nach dem Krieg nach modernen Kriterien rekonstruiert.

## Beschreibung

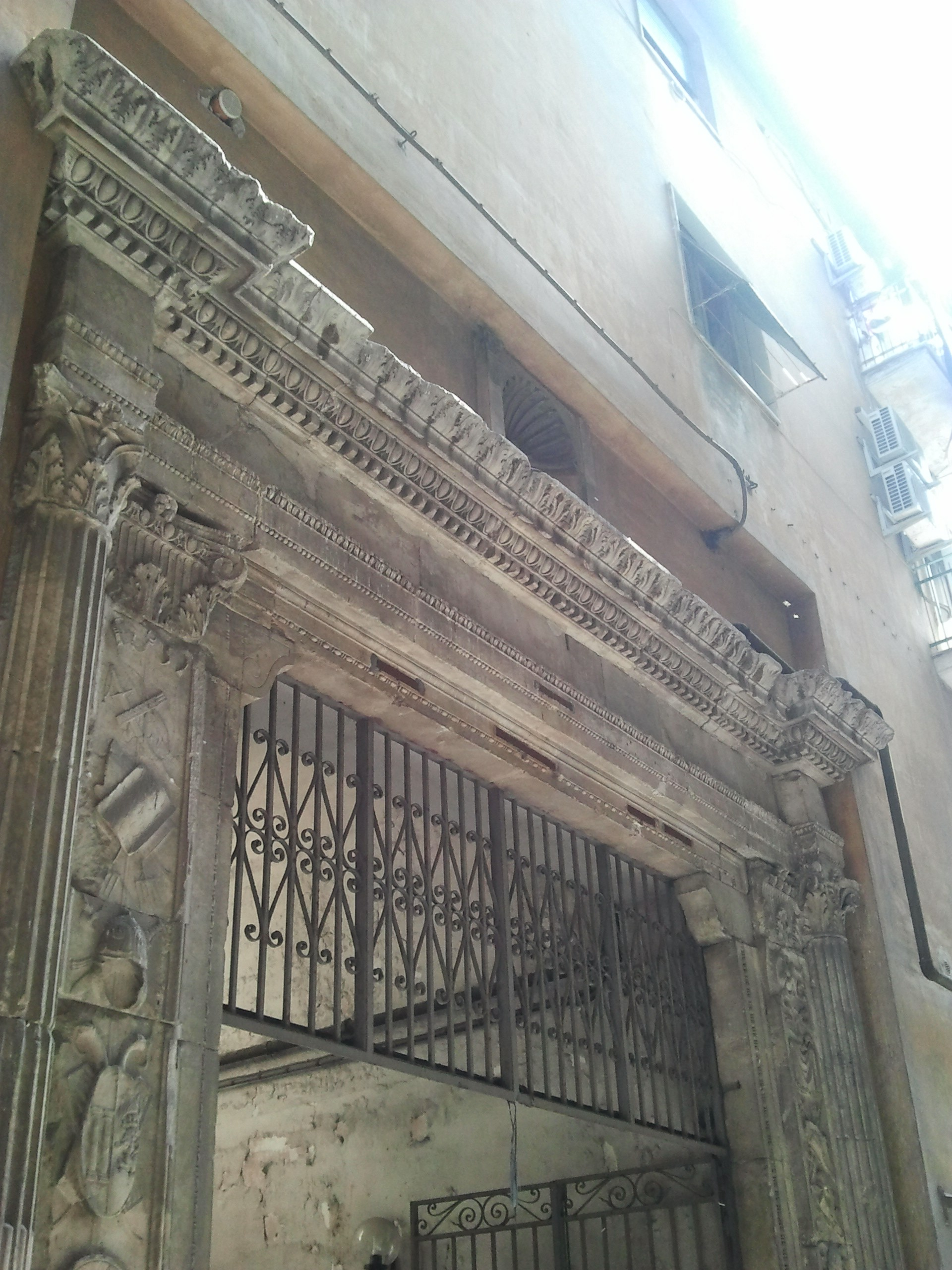
Portal

Das Gebäude wurde aus Abbruchmaterial altrömischer Gebäude errichtet; von besonderer Schönheit ist das Eingangsportal, das ebenfalls aus Abbruchmaterial besteht, wie z. B. die korinthischen Säulen und der Sturz des Tores, der durch Konsolen gestützt wird, die auf zwei Marmorpfeilern ruhen. Im Gebälk befindet sich ein Porträt des Königs Ferdinand I. und es sind auch die Wappen der Familie Miroballo eingesetzt.
In dem Palast, der ein schönes Beispiel von Renaissancearchitektur in der Stadt darstellt, sind auch Fragmente des Renaissance-Innenhofes in Piperno erhalten; dennoch haben die Mieter die Piperno-Bögen angeschnitten, und Fenster zu vergrößern und Balkone anzubauen.